# Sebaot
Sebaot (en hebreo צבאות; Tzebaoth literalmente ejércitos) en un epíteto para Dios en el judaísmo, cuya oración completa es Yahweh de los ejércitos  (en hebreo:יהוה צבאות (escuchar)ⓘ). 
Ya que pronunciar Yahveh se volvió tabú en el judaísmo, desde el Segundo Templo es sustituido por Adonai, así que la traducción moderna es Adonai/Señor de los ejércitos, mientras en textos cristianos se encuentra como Jehová/Yahveh/Dios de los ejércitos.

## Usos
A partir de los Libros de Samuel, el término "Yahweh de los ejércitos" aparece cientos de veces a lo largo de los libros proféticos, en los Salmos y en las Crónicas. En todas sus apariciones del Tanaj (Antiguo Testamento) no aparece por sí solo, sino como agregado a los nombres Yahweh, Elohim o Adonai, en total se contabilizan 273 conjunciones: Yahweh de los ejércitos (242), Yahweh Elohy de los ejércitos (12), Yahweh Elohy de las tropas (3), Adonai Yahweh de los ejércitos (11), Adonai Yahweh de las tropas (1) y Yahweh Elohim de los ejércitos (4). 
El epíteto no aparece en absoluto en la Torá, ni en los libros de Josué y Jueces, como respuesta, se han teorizado varias argumentos; los biblistas lo borraron para contentar a los creyentes a quienes no gustaba el apodo, este añadido (ejércitos) se desarrolló de forma natural en la fe y la teología judía, un indicador que las batallas de Israel eran las batallas de Yahweh. Algunos han interpretado Tzevaot de la palabra "desear/querer", (arameo צבי zvy) y algunos lo han interpretado a partir de la palabra secreto.

## Historia
Entre los judíos del período del Segundo Templo, los amuletos eran muy comunes, nunca se usaban imágenes solo nombres, las representaciones de Yahweh en idiomas como el griego o el copto se encuentran con facilidad, Ιαω es el más comúnmente usado de la diáspora judía de habla griega, una vocalización de Yahweh.
El obispo y teólogo cristiano del siglo II Irenaeus en su obra Contra las herejías escribe; los gnósticos añadieron al final de Ιαω una Tzeta para formar el compuesto Ιαωθ [iao_tze]. Este escrito se refería a este epíteto teniendo una transcripción en griego .
Tertuliano y otros patriarcas de la Iglesia, lo usaron con el significado de "Ejército de ángeles de Dios".
En el Protestantismo, Martín Lutero utiliza esta palabra "Tzevaot" en el himno de batalla de la reforma.
Para judíos, este epíteto es sagrado y muchas personas hoy en día tienden a no mencionarlo ni escribirlo, para referirse a este, en lugar de escribir צבאות (pronunciarlo Sebaot) escriben צבקות (pronunciado Sebakot),

## Cábala
La primera es aquella perfección que tiene una cosa nada más existir, la perfección de la existencia; la otra es la perfección que tiene una cosa no sólo existente: es sólo potencial en lo existente, que alcanza esa perfección cuando su potencial se realizan; esto se llama la perfección del propósito, esta es la perfección que está destinada al hombre. Tomemos una silla, por ejemplo: su primera perfección se alcanza tan pronto como nace, es decir, tan pronto como se completa su fabricación; la perfección última de la silla, la perfección del propósito, no se logra hasta que uno se sienta en ella. En los animales inferiores la única perfección que se espera de ellos es la perfección de la existencia. Así, hablando de su formación, la Biblia dice: Y vio Dios que era bueno, para indicar que tan pronto como llegan a la existencia, el bien del que son capaces se alcanza y cumple y no se espera de ellos ningún otro bien por ellos. Pero en el relato de la formación del hombre no se afirma "que sea bueno", lo que parece extraño porque parecería que la formación del hombre debería definirse como buena al igual que la formación de los animales. El motivo de la omisión es indicar que el bien que se pretende en la creación del hombre no es simplemente la perfección de la existencia, como en los demás animales, sino otra perfección más noble que sólo puede alcanzarse cuando ha alcanzado su potencial. Pero hasta que su intelecto realiza sus potencialidades, no se alcanza la perfección deseada, es decir, la perfección del propósito. Este es el significado de la declaración de Rey Salomón: Mejor es el buen nombre que el aceite precioso; y el día de la muerte que el día del nacimiento. El significado es que un buen nombre adquirido de buenas cualidades es mejor que un buen aceite, porque un buen nombre se siente mucho más allá de lo que se extiende el olor a buen aceite
José Albo

A menudo el nombre Sebaot se correlaciona con el Nombre Elohim ya que incluye todos los conjuntos de criaturas, es decir la Creación misma: en el Pentateuco Dios se define Elohim por esta razón, simplemente porque creó diferentes criaturas.
Ahora bien, precisamente porque el ser humano puede mejorarse a sí mismo en el transcurso del tiempo que se le ofrece, debe aprender los caminos divinos para incluso imitar a Dios; el hombre puede adquirir sabiduría observando la Naturaleza y también los animales, precisamente regulados por las leyes naturales. La posibilidad de que pueda trascenderlas para adoptar un comportamiento ético adecuado es posible gracias a la sabiduría divina y de aquí al conocimiento de Dios.

Podemos tomar un ejemplo de esto de las esferas. Tienen cuerpos/materia y almas/potencias racionales como el hombre y alcanzan su perfección con un movimiento continuo para cumplir la voluntad de Dios que les ha mandado moverse para mantener el Universo natural. El salmista (Rey David) lo aclara cuando habla del deber de las criaturas de alabar a Dios por la bondad que les ha concedido. Comienza con el alma del hombre: Bendice, oh alma mía, a Dios, y no olvides todos sus beneficios. Luego, hablando de las estrellas y de las constelaciones, dice: Bendecid a Dios, todos vosotros Sus ejércitos, Sus 'ministros', que hacéis Su gloria/deleite. El significado es que el único propósito de sus movimientos es hacer la voluntad de Dios y nada más. Este es el servicio más perfecto que una criatura puede prestar a Dios
José Albo

Es pues evidente que el hombre observa toda creación no sólo maravillándose de la 'obra divina' por ser perfecta con sus 'Leyes' sino también del conocimiento de ella: así ocurre en el Pentateuco ya con el primer judío Abraham a quien Dios dice: Mira las estrellas... si las puedes contar entonces... Por lo tanto el temperamento del ser humano debe ser mesurado y apacible así como moralmente equilibrado, todo esto gracias al crecimiento en sabiduría ya que esta mejora a partir de su forma fetal, cuando parece ser sólo cuerpo y por tanto materia, hasta el nacimiento, todavía ciertamente no perfecto en cuanto a conocimiento, y luego con la última elevación espiritual o la experiencia mística de la fe.